# Ciemnobiałka brodawkowanotrzonowa

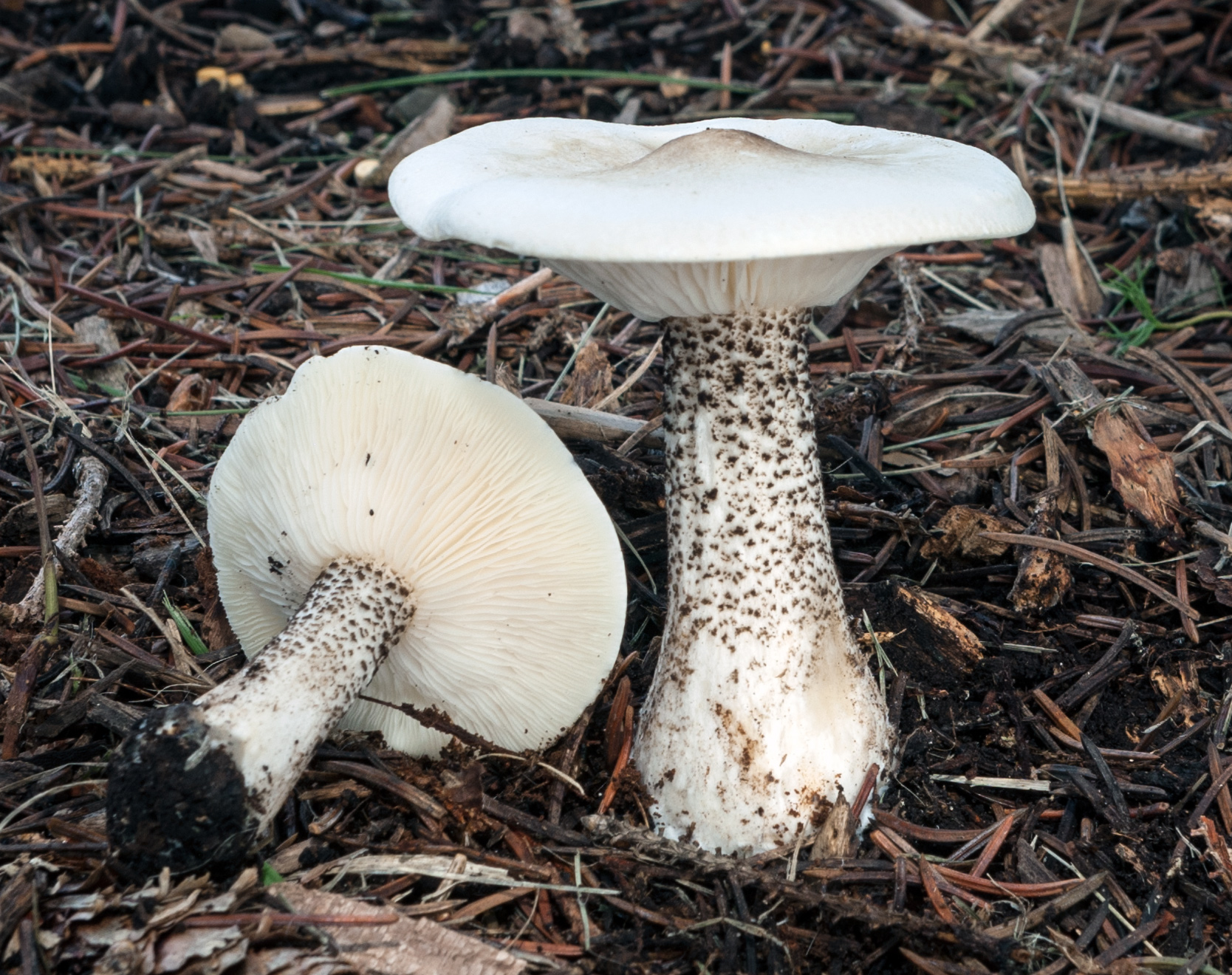

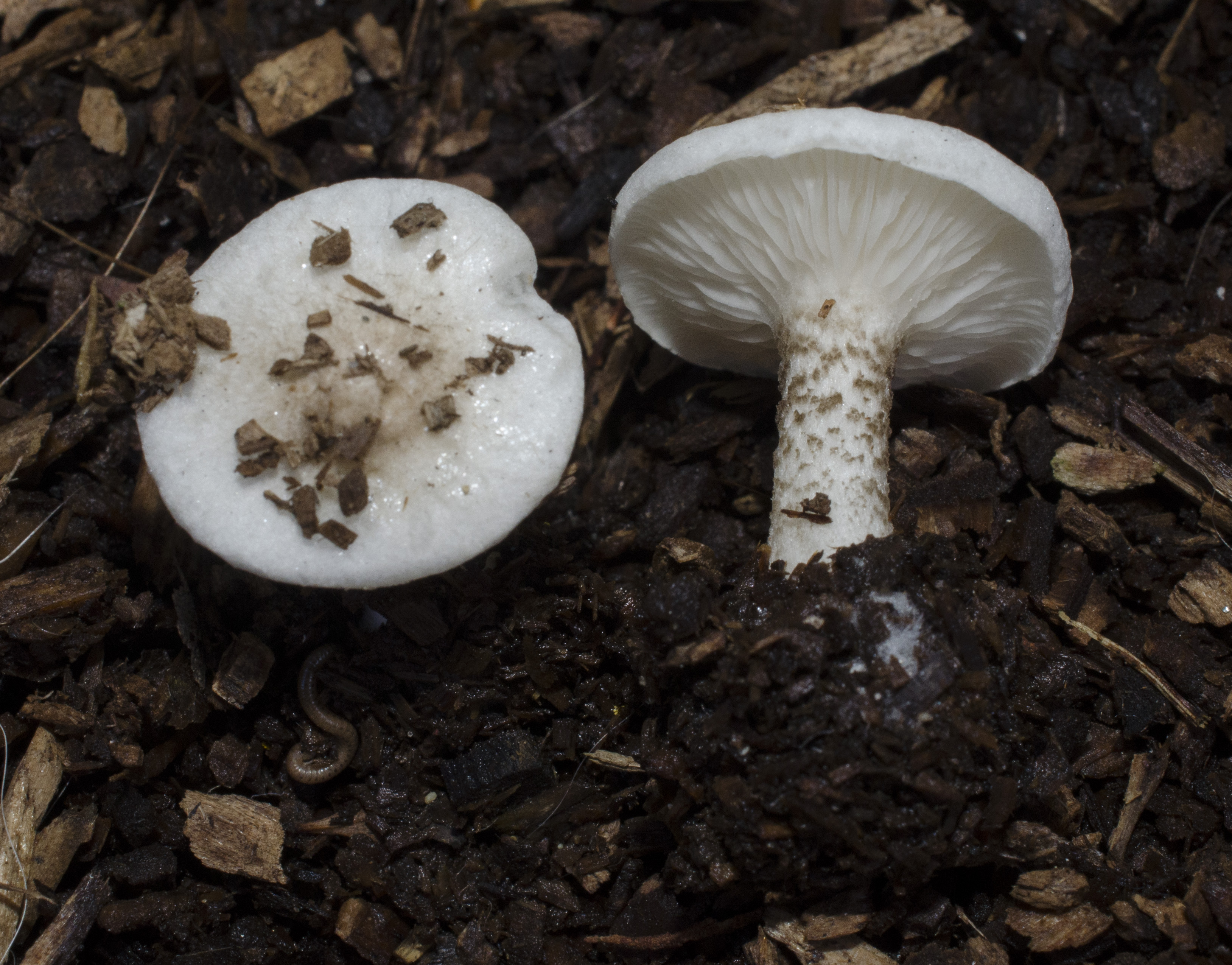

Ciemnobiałka brodawkowanotrzonowa (Melanoleuca verrucipes (Fr.) Singer) – gatunek grzybów należący do rzędu pieczarkowców (Agaricales).

## Systematyka i nazewnictwo
Pozycja w klasyfikacji według Index Fungorum: Melanoleuca, Incertae sedis, Agaricales, Agaricomycetidae, Agaricomycetes, Agaricomycotina, Basidiomycota, Fungi.
Po raz pierwszy opisał go w 1872 r. Elias Fries, nadając mu nazwę Armillaria verrucipes. Obecną, uznaną przez Index Fungorum nazwę nadał mu w 1939 r. Rolf Singer.
Ma 10 synonimów. Niektóre z nich:
- Melanoleuca verrucipes f. adsentiens (P. Karst.) Fontenla & Para 2013
- Melanoleuca verrucipes var. subverrucipes Raithelh. 2004[2].

Polską nazwę zarekomendował Władysław Wojewoda w 2003 r.

## Morfologia
Kapelusz
Średnica 3–10 cm, początkowo szeroko wypukły, potem prawie płaski z prostym brzegiem. Powierzchnia naga, biała.
Blaszki
Wyraźnie zbiegające na trzon, gęste z licznymi międzyblaszkami, początkowo białe, z wiekiem brązowawe.
Trzon
Wysokość do 6 cm, grubość do 2 cm, cylindryczny z lekko rozszerzoną podstawą. Powierzchnia biała, pokryta brodawkami o barwie od ciemnobrązowej do prawie czarnej.
Miąższ
Biały, nie zmieniający barwy po przekrojeniu, bez wyraźnego zapachu i smaku.
Cechy mikroskopowe
Zarodniki 7–10 × 3–4,5 µm, długie elipsoidalne, drobno brodawkowate z brodawkami amyloidalnymi o wysokości poniżej 0,5 µm. Podstawki 4-sterygmowe. Cheilocystyd brak. Pleurocystydy 50–65 × 5–7,5 µm, wrzecionowate z wąskim, ostrym wierzchołkiem i jedną przegrodą, na której są brzuchate, cienkościenne, w KOH szkliste, o wierzchołkach czasami inkrustowanych kryształami. Trama blaszek niemal równoległa. Skórka kapelusza zbudowana z elementów o szerokości 2,5–7,5 µm, septowanych, w KOH szklistych, gładkich; komórki końcowe często pionowe, cylindryczne, z zaokrąglonymi wierzchołkami. Sprzążek brak.
Gatunki podobne
Gatunki ciemnobiałek są trudne do odróżnienia, nie dotyczy to jednak ciemnobiałki brodawkowanotrzonowej; jej brodawkowaty trzon różni ją od innych gatunków.

## Występowanie i siedlisko
Najwięcej stanowisk ciemnobiałki brodawkowatotrzonowej podano w Europie, ale występuje także w Ameryce Północnej i Południowej, Azji i na Nowej Zelandii. W. Wojewoda w wykazie grzybów wielkoowocnikowych Polski w 2003 r. przytoczył 6 stanowisk, w późniejszych latach podano następne. Najbardziej aktualne stanowiska podaje internetowy atlas grzybów. Znajduje się w nim na liście gatunków zagrożonych i wartych objęcia ochroną.
Grzyb naziemny, saprotrof. Występuje wśród traw w lasach, zwłaszcza jodłowych, wzdłuż dróg leśnych, na polanach, na kompoście. Owocniki tworzy najczęściej od czerwca do września.

## Znaczenie
Jest grzybem jadalnym, jednakże ze względu na możliwość pomylenia jej z grzybami trującymi odradza się zbierania jej w celach spożywczych.